# Leon Noël
Léon Noël (ur. 28 marca 1888 w Paryżu, zm. 6 sierpnia 1987 w Toucy) – prawnik i dyplomata francuski.

## Życiorys
Syn Jules’a Noëla i Cecylii Burchard-Bélaváry. W latach 1913–1938 zajmował wiele stanowisk w administracji państwowej. W latach 1932–1935 był posłem francuskim w Pradze. Potem od 29 maja 1935 roku ambasadorem Francji w Warszawie.
Jako rzecznik interesów francuskich na ziemi polskiej znalazł się w trudnej sytuacji w momencie wybuchu wojny, gdy III Republika Francuska nie była skłonna wypełnić swych zobowiązań sojuszniczych. Po przekroczeniu granicy rumuńskiej wraz z korpusem dyplomatycznym przyczynił się do internowania Józefa Becka i Edwarda Rydza-Śmigłego. Zwolennik utworzenia rządu Władysława Sikorskiego, do czerwca 1940 roku był ambasadorem przy rządzie polskim na uchodźstwie we Francji.
W czerwcu 1940 roku uczestniczył jako pełnomocnik rządu marszałka Philippe’a Pétaina w rokowaniach o zawieszenie broni z Niemcami (w Compiègne) i Włochami. W dniach 9–19 lipca 1940 roku był delegatem na okupowanych przez III Rzeszę ziemiach francuskich, ustąpił w proteście przeciw terrorowi okupacyjnemu i kolaboracji.
W latach 1958–1965 był prezesem Trybunału Konstytucyjnego.

## Odznaczenia
- Krzyż Wielki Orderu Odrodzenia Polski (1937)[2]
- Krzyż Wielki Orderu Legii Honorowej
- Krzyż Wielki Orderu Białego Lwa